# 精神障碍
精神障碍（mental disorder）又常稱心理障碍、精神疾病、心理疾病等，是以精神症状为主要病症的一类疾病的总称，即各种因素作用下的心理功能失调而造成的感知、思维、情感、行为、意志等精神活动的紊乱或异常，且可导致明显的心理痛苦或者社会适应等功能损害。
目前研究所得到的結果認為精神障碍主要是由於家庭、社會環境等外在原因，和患者自身的生理遺傳因素、神經生化因素等內在原因相互作用所導致的心理活動、行為、及其神經系統功能紊亂為主要特徵的病症。病情達到身心障礙標準則為精神障礙。

## 别名
表示“以精神（心理）症状为主要临床表现的疾病”概念的词语很多，除了精神障碍/疾病、心理障碍/疾病等称呼外，还有心理异常、心理变态、心理病理等等；香港又称精神疾患。世界卫生组织在《国际疾病分类》第11版（ICD-11）中全称作精神、行为或神经发育障碍（中国大陆译“精神、行为与神经发育障碍”）。大众日常还常用“精神病”和“神经病”两词，但需注意一些问题：“精神病”除泛指精神障碍外，还可指“精神病性障碍”这组严重精神障碍，或指精神病性障碍等导致的脱离现实的严重精神症状（参见精神病 (症状)），在医学上单用时常为后两种含义，且日常使用常带贬义；“神经病”作为“精神病”的俗称则更常用作詈语，且医学上指神经系统疾病，与精神障碍完全属不同的疾病大类。

## 成因
精神障礙的成因在不同的學科（如生物學、心理學和社會學等）都有不同的解釋，雖然現在的理論通常在對不同患者上都有不同的貢獻。
精神障礙的危險因子包括基因遺傳（例如有憂鬱症的父母）或是高神經質傾向。
現今對心理疾病最主流解釋是生物學上的解釋；一個有心理疾病的人可能有不同的腦部結構或功能，或者是有不同的神經化學反應，不論是由基因或環境傷害（如胎兒酒精症候群）引起的。舉例來說，許多被診斷有思覺失調症的病人被證實在大腦中有腫大的腦室和萎縮的灰質。另外，有些人認為神經傳導物質不平衡也會導致心理疾病。最後，許多的遺傳和雙胞胎研究都證實像躁鬱症和思覺失調症等心理疾病是會遺傳的。
由於傳統醫藥學界的發展，以生物學上的解釋為主導，所以是目前最受喜歡的，但心理學上的解釋也不容忽略。心理學家認為矛盾、危機、緊張和創傷可能會導致心理疾病，特別是在一個容易受傷的人身上。例如，一個目睹父母親殺人的小孩可能會發展出沮喪和緊張的情緒，甚至得到創傷後壓力心理障礙症（PTSD）。
而社會學家亦認為重大事件和情境會導致心理疾病。例如，在社會運動、戰爭或遭受天然或人為的疾病時，該地區的人們有較高的機會得到心理疾病。貧窮、無常和缺乏資源和援助的地區也會比富裕和穩定的地區有較高機會得到心理疾病。
心理疾病可能有多重的病因。已經有焦點放在神經導傳物質多巴胺、去甲基腎上腺素和血清素上。每種疾病都有可能有它自己的病因。治療的方式有精神障礙用藥、心理輔導、調整生活方式和其他的支持性措施，或上述方法的綜合運用。患者通常等到精神症狀已明顯到不能生活了的時候，才會想去尋找治療，但及早治療（當症狀還輕微時）才能有較多的長期結果。和許多的身體疾病一樣，診斷依然是個主觀（即使越來越循證和科學）的藝術，包括細心和仔細地安置病史及過去與現在的病症。
心理疾病依人而異，且有的輕微，有的嚴重，有的則介在兩者之間。即使是同一個病人，症狀也會隨時間而改變，由最嚴重的情況，到完全緩解。這種疾病通常是不連續的，而且可能會因壓力或其他因素而復燃。若一個人在症狀疏解的情況又開始發病的話，並不代表他缺乏意志力或自我控制，而只是疾病的月圓月缺罷了。適當的治療能夠幫助穩定疾病的療程，並減少症狀的波動。心理疾病是因人而异的，因为个人的不同思想及原因产生的。
看待主要的心理疾病（如躁鬱症、思覺失調症、憂鬱症、強迫症），先天與後天的爭論常常會被提出來，答案是「兩者都有」。主要的心理疾病都有很強的證據指向遺傳。一小部份的人疑問心理疾病是否為「真實的」。這一觀點的擁護者有山達基教教徒和反精神醫學運動。

## 流行病學
| <2200 2200-2400 2400-2600 2600-2800 2800-3000 3000-3200 | 3200-3400 3400-3600 3600-3800 3800–4000 4000–4200 >4200 |

2004年各地區每百萬人中因心理疾病造成的失能調整生命年
<2200
2200-2400
2400-2600
2600-2800
2800-3000
3000-3200
3200-3400
3400-3600
3600-3800
3800–4000
4000–4200
>4200

心理疾病相當常見。全世界大部分國家，約三分之一的人在一生中有某種程度的心理疾病。在美國，約46%的人在一生中有某種程度的心理疾病。根據哈佛醫學院自2005年起持續進行的問卷調查，全球各國最常見的心理疾病是焦慮症（一個國家例外），其次是情感障礙（二個國家例外），而藥物相關障碍及衝動控制障礙的人數較少，比例隨地區而不同。
根據2003年美國總統心理健康新自由委員會的報告，主要的精神障礙，如憂鬱症、躁鬱症、思覺失調症、自閉症和強迫症等，和其他的疾病相比（如癌症或心臟病），才是在美國導致殘疾的主要原因。根據美國精神障礙聯盟（一個接受醫藥工業資助的美國倡導機構）的報告，約23%的北美成年人在一年內經歷一次可被診斷出的心理疾病，但不超過半數的人有嚴重到影響他們日常機能的症狀。大約有9–13%的十八歲以下孩童體驗持續性機能缺損的情緒不安，5–8%因此而導致心理疾病。一般猜測大多數的年輕人會在他們成年之前由疾病中恢復，然後繼續過著不被疾病捲入的正常生活。

## 种类及症狀
精神異常是對於任何情感或器質性精神損傷的通稱。精神異常會導致適應不良行為、心理問題、或是一個或多個官能的重要部位產生損傷。
精神錯亂意指持續的精神異常或擾亂。

## 诊断
對精神障礙的診斷，目前醫生主要還是用“聽其言、觀其行”的方法。醫生通過觀察病人的行為並與病人溝通，來了解病人內心世界的想法，從而來判斷病人的思維，認知能力，還有自知力等，在判斷病人的病情如何。除此之外，醫生有時也會讓病人去做一些生化檢查或X光、MRI等檢查，通過對病人血液裡某些生化指標和對腦成像等檢查，對判斷病人的病情是會有一定幫助的。
思覺失調症無意間單純的動機與行為會達到二、三，甚至更多的效果。

## 治療
在人類歷史上，由於對精神疾病的恐懼，早期使用許多非科學的方法驅除疾病。在古代，古人認為精神疾病的原因在外部，如被詛咒、靈魂出竅等，所以使用巫醫、祈禱或舉行一種請求神除去自己身體不淨的儀式。到了中世紀，受宗教影響，認為精神障礙是「惡魔所為」或「神的懲罰」，因此會請被稱為「驅魔師」的神父舉行驅魔儀式。
到了近代，尤其是18世紀以後，由於科學的迅速發展，心理疾病開始被當做一種需要醫療幫助的疾病，但初期只是很不人道地強制性將病人鎖進醫院監禁。到18世紀後期，又出現了一種說法，認為精神障礙是因為人體中的電磁流動被阻礙所引發的病態，所以使用磁石或磁性、催眠術來治療。
而現代心理學的發展使精神疾患的治療有很大的轉變，目前對於精神疾患的治療方式是基於「生物-心理-社會模式」，良好的精神治療模式必須結合生物醫學、心理治療，以及社會復健計畫。針對不同類型的精神疾病，心理治療及藥物治療都有不同效果，甚至建議兩者合併進行。
例如思覺失調症患者急性發作住院期間，給予藥物協助緩解正性症狀，病房中也會由專業人員例如醫師、精神科專科護理師、精神科護理師、心理師、職能治療師、精神科社工等，帶領團體治療，或者給予個別治療。而在急性症狀緩解後，患者、家屬和醫療團隊一同討論復健計畫，例如到復健病房、日間留院或者工作坊，透過復健計畫，有效增加病識感、學習獨立生活能力、改善家庭與社會關係。
儘管近年藥物發展迅速，但對於某些明顯而藥物難治的精神症狀，醫師會建議採取電痙攣療法（ECT）。這項古老的治療方式，經過數十年不斷改善，證實為有效且安全的後線治療方式。
仍有人實施破壞額葉的外科手術，例如20世紀前期曾有人嘗試以冰錐破壞額葉。但在20世紀後期已證實額葉破壞手術對腦部的破壞遠多於治療效果，在许多国家這樣的手術已經絕跡。

## 滥用
“精神障碍”一词往往会被滥用。

### 政治
黃長燁，朝鲜最高人民會議原議長、朝鲜知名思想家，以其對主體思想的理論化而著名。1997年脫北，朝鲜對之多番策劃刺殺，金正日出言稱黃長燁為「精神障礙患者」。
中国有些地方官员会为了阻止人民前往信访而使举报人“被精神病”。

### 司法
法律對精神病患者有監護宣告，禁止其人管理自己財產，其人被定為無行為能力。有些人可能会因此誤以為司法會通融以精神障礙患者為名來換取減刑而不經過專業考量。

### 污名化
就算是已治癒患者，也得面對社會對他們負面看法的壓力。
常被外界認為是自己「想太多」、「太閒了」、「玻璃心」、「找藉口」、「沒有抗壓性」等等。
一般人也很害怕自己患有精神障礙（或精神病）。「精神病」、「精障」也作為一種侮蔑性用語存在，就算是沒有精神疾病的人，只要行為和特質不容於大眾，也會被扣相關字詞的標籤。

### 醫療化
許多精神疾病和心理問題都是一些社會問題的現象，醫療界及社會的雙向作用使得把幾乎所有問題都用醫療手段去定義及解決，醫療手段被過度使用。

### 法律监督
中国大陆精神病院的强制治疗缺乏法律監督。

## 参見
- 精神疾病列表
- 厄文·高夫曼
- 精神病學
- 本能理論
- 物質誘發的精神病
- 措置入院（日语：措置入院）

## 外部連結
- 中華民國康復之友聯盟 （页面存档备份，存于）